# Alberto Toril
José Alberto Toril Rodríguez (* 7. Juli 1973 in Peñarroya-Pueblonuevo, Provinz Córdoba) ist ein spanischer Fußballtrainer und ehemaliger -spieler.

## Spielerlaufbahn
Alberto Toril gelangte als 15-Jähriger in die Jugend von Real Madrid. Dort debütierte der kreative Mittelfeldspieler am 13. Oktober 1991 mit der Zweitmannschaft des Klubs Real Madrid B in der Segunda División. Am 16. September 1992 bestritt er sein erstes Spiel für den Profikader der Königlichen in einem UEFA-Pokal-Spiel gegen Politehnica Timișoara und auch beim Rückspiel in Madrid stand er in der Startelf. In diesem Monat kam Toril auch zu zwei Einsätzen in der Liga und gewann mit Real Madrid den nationalen Pokal. In der Saison 1993/94 wurde er bis auf einen Kurzeinsatz im Europapokal der Pokalsieger gegen den FC Tirol Innsbruck nicht von der ersten Mannschaft berücksichtigt und kam zumeist bei Real Madrid B zum Einsatz.
Im Sommer 1994 wechselte Toril zum Erstligisten Celta Vigo, wo er sich jedoch keinen Stammplatz erkämpfen konnte. Auch bei Espanyol Barcelona, wo er von 1995 bis 1997 unter Vertrag stand, kam er nur selten zum Einsatz und so ging er 1997 zum Zweitligisten FC Extremadura. Mit diesen gelang ihm in seiner ersten Saison der Aufstieg in die Primera División, aus der man jedoch in der folgenden Spielzeit als 17. der Tabelle wieder abstieg. Innerhalb der zweiten Spielklasse wechselte Alberto Toril 2000 zu Albacete Balompié und 2002 zu Racing de Ferrol. Ein weiterer Erfolg sollte ihm 2003/04 mit CD Numancia gelingen, seinem Klub glückte der Aufstieg in die erste Liga. Toril selbst kam jedoch nur sporadisch zum Einsatz und ließ seine Spielerkarriere in der folgenden Spielzeit beim Viertligisten CD Quintanar del Rey ausklingen.

## Trainerlaufbahn
Bereits während seiner letzten Jahre als Spieler begann Alberto Toril Erfahrungen auf der Trainerbank zu sammeln. In der Saison 2002/03 wirkte er als Coach der A-Jugend von Racing de Ferrol. Bei CD Quintanar del Rey arbeitete er als Co-Trainer und Feldspieler. Im Jahr 2005 verpflichtete ihn sein ehemaliger Klub Albacete Balompié, wo Toril die U-17 (Cadete A) sowie die A-Jugend (Juvenil A) betreute. Nach drei Jahren bei den Kastiliern, wechselte Alberto Toril im Sommer 2008 als Jugendkoordinator und technischer Berater zu Real Madrid. Von März 2009 bis Saisonende trainierte er interimisch die C-Mannschaft des Klubs. Im Sommer 2009 übernahm er die A-Jugend der Königlichen und führte sie zum Titel in ihrer Regionalgruppe sowie durch ein 3:1 im Finale gegen den FC Valencia auch zum Sieg in der Copa de Campeones de Liga Juvenil, dem höchsten Vereinsbewerb für Jugendteams in Spanien.
Am 4. Januar 2011 wurde Alejandro Menéndez, zu diesem Zeitpunkt Trainer der Zweitmannschaft Real Madrid Castilla, aufgrund von Erfolglosigkeit entlassen, sein Amt übernahm Alberto Toril. Unter seiner Führung startete die Mannschaft eine Aufholjagd, blieb in der Rückrunde der Segunda División B ungeschlagen und holte 14 Siege und fünf Unentschieden. Zwar konnte sich das Team für das Aufstiegs-Play-off qualifizieren, scheiterte jedoch hier an CD Alcoyano. In der Saison 2011/12 gewann das von ihm trainierte Real Madrid Castilla die Gruppenphase überlegen mit 14 Punkten Vorsprung auf den Zweitplatzierten CD Teneriffa. Im Aufstiegs-Play-off traf die junge Mannschaft diesmal auf den Mitfavoriten FC Cádiz, konnte sich nach Hin- und Rückspiel klar mit 8:1 durchsetzen und stieg somit zur Saison 2012/13 in die Segunda División auf. Am 19. November 2013 wurde Toril entlassen. In der Saison 2016/17  trainierte Toril den damaligen Zweitligisten FC Elche. Von 2018 bis 2021 arbeitete er in China für den Guangzhou FC, wo er insbesondere in der Jugend aktiv war und die Reservemannschaft trainierte. Im November 2021 übernahm er das Amt des Cheftrainers von der Frauenmannschaft Real Madrids.

## Erfolge

### Spieler
Real Madrid
- Spanischer Pokalsieger: 1992/93

### Trainer
Real Madrid
- Spanischer U-19-Meister: 2009/10